# Stierva
Stierva är en ort och tidigare kommun i distriktet Albula i den schweiziska kantonen Graubünden, som från och med 2015 ingår i kommunen Albula/Alvra. Kommunen bestod av byn Stierva som ligger på berget Piz Curvérs bergssluttning ovanför Albuladalen.
Det traditionella språket är surmeirisk rätoromanska, som förr var hela befolkningens modersmål. Mot slutet 1900-talet har det dock fått konkurrens av främst tyska, som vid senaste folkräkningen (år 2000) modersmål för en tredjedel av befolkningen. Alla låg- och mellanstadieelever undervisas dock på rätoromanska i grannkommunen Salouf.